# Strahlenbergsgatan

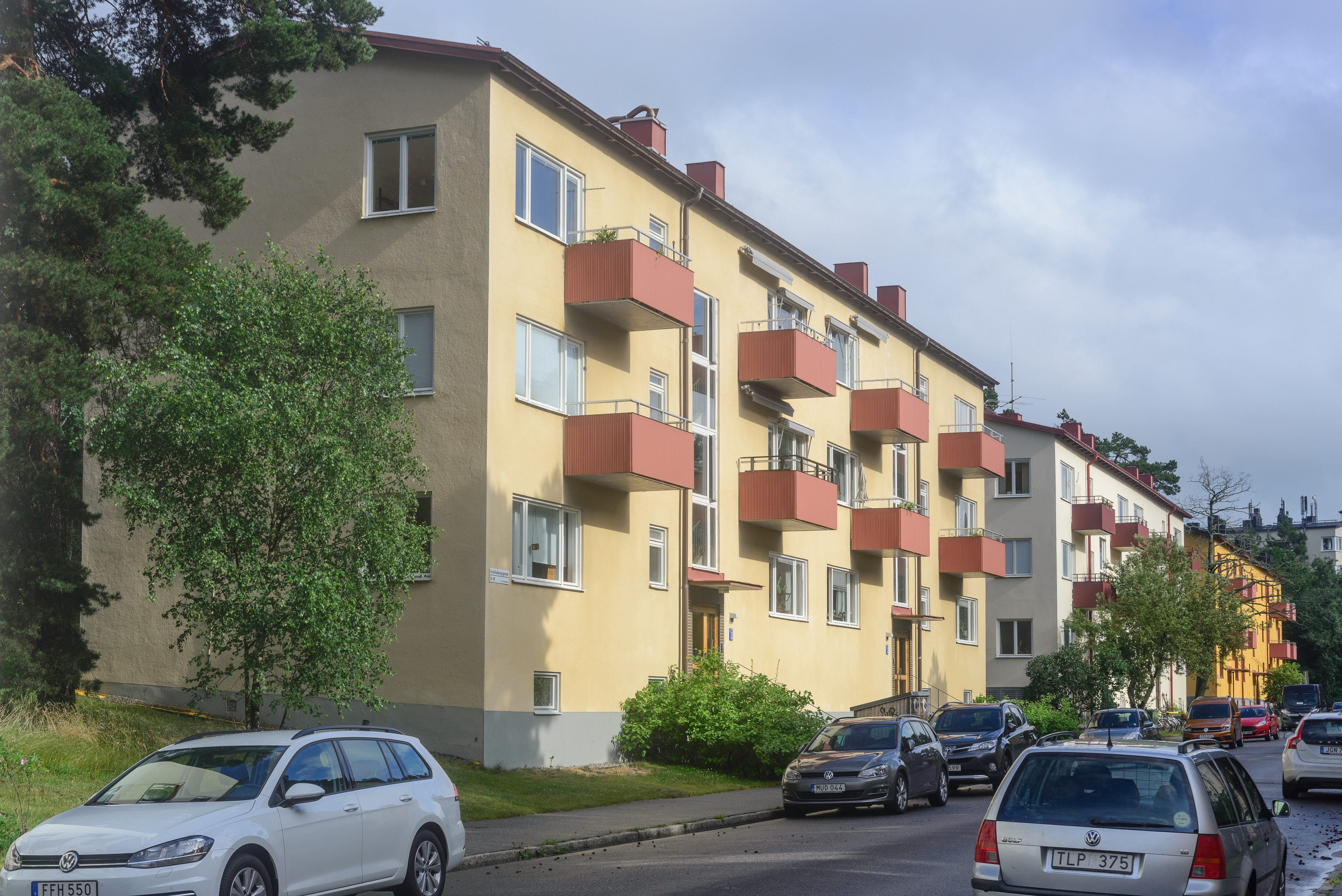
Strahlenbergsgatan i juli 2020.

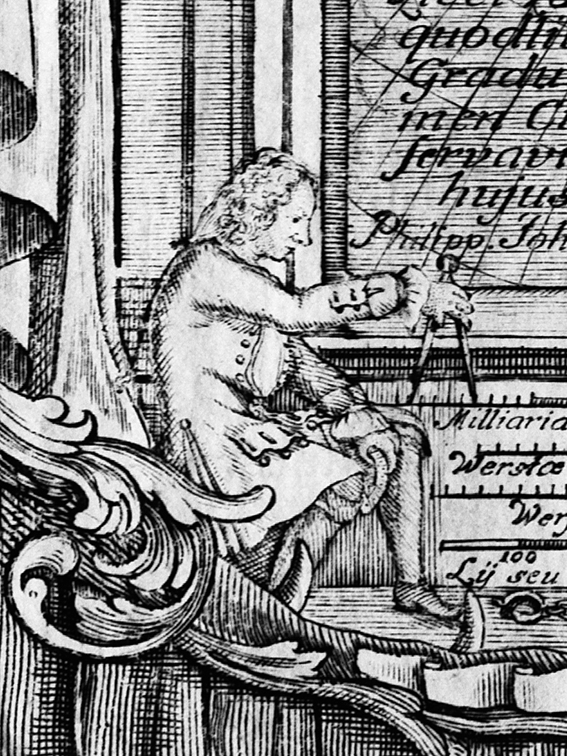
Skiss av Philip Johan von Strahlenberg.

Strahlenbergsgatan är en gata i Hammarbyhöjden i sydöstra Stockholm. Gatan är en smalhusstadsliknande väg med tidstypiska 1930-tals hus och har postorten Johanneshov.
Gatan fick sitt namn 1932 efter den svenska officern och kartografen Philip Johan von Strahlenberg. 